# Johann Carl Koken
Johann Carl Koken (* 9. Juni 1715 in Hildesheim; † 15. März 1773) war ein deutscher evangelisch-lutherischer Geistlicher und Theologe.
Nach dem Besuch des Gymnasiums Andreanum studierte Koken ab 1736 an der Universität Helmstedt und ab 1737 an der Universität Göttingen. 1741 wurde er Pastor an St. Martini und 1754 Direktor des Waisenhauses in Hildesheim. 1758 wurde er Superintendent. 1759 wurde er an der Universität Rinteln zum Doktor der Theologie promoviert.

## Werke
- 1747: Kurzgefaßter Unterricht von den rechten Gebrauch, Inhalt und Eintheilung der heiligen Schrift
- 1750: Vorläufige Betrachtung über das Recht der Armen und Waisen, aus Gründen der Vernunft und Offenbarung, als eine Einladung zu der am 12. Nov. 1750 angeordneten Einweihung des neu errichteten Waisenhauses
- 1755: Gottgeheiligte Jubelfreude bey dem feyerlichen Gedächtniß des vor 200 Jahren den 25. Sept. 1555 geschlossenen Religionsfriedens
- 1761: Gegenwärtiger Zustand der Witwen- und Waisenanstalten des evangelisch-luther. Ministerii beyder Städte Hildesheim
- 1762: Vortrefflichkeit der christlichen Religion aus der Lehre von der Unsterblichkeit von der menschlichen Seele, wider die alten und neuen Freydenker
- 1768: Die Sittlichkeit der Masqueraden und des Carnevals, in 2 Sendschreiben untersucht